# Рамень (Владимирська область)
Рамень (рос. Рамень) — присілок у Меленківському районі Владимирської області Російської Федерації.
Входить до складу муніципального утворення Ількінське сільське поселення. Населення становить 25 осіб (2010).

## Історія
Присілок розташований на землях фіно-угорського народу мещери.
Від 10 квітня 1929 року належить до Меленківського району, утвореного спочатку у складі Івановської промислової області, а відтак від 14 серпня 1944 року у складі новоутвореної Владимирської області.
Згідно із законом від 11 травня 2005 року входить до складу муніципального утворення Ількінське сільське поселення.

## Населення
| 1859 | 1905 | 1926 | 2002 | 2010 |
| ---- | ---- | ---- | ---- | ---- |
| 146  | ↗226 | ↗329 | ↘38  | ↘25  |